# Rimicaris exoculata
Espèce
La crevette aveugle Rimicaris exoculata fait partie de la famille des Alvinocarididae regroupant des crevettes abyssales. Elle a été découverte en 1986, par une équipe de chercheurs de l'Ifremer.

## Description
La crevette Rimicaris exoculata mesure environ 5,5 cm de long et présente la particularité d'être dépourvue d'yeux, en plus d'un céphalothorax beaucoup plus volumineux que le thorax. Ce crustacé aveugle domine la macrofaune de nombreux sites hydrothermaux de la dorsale médio-atlantique où il forme des agrégats très mobiles et denses (formant des communautés de plusieurs dizaines de milliers d'individus, en moyenne environ 3 000 individus/m2) au contact des parois des cheminées actives qu'il semble gratter en permanence. Cette crevette vit dans un environnement avec une température fluctuant entre 10 et 30 °C. La carapace et l'orifice buccal de Rimicaris sont recouverts de bactéries filamenteuses. La cavité branchiale est aussi recouverte d'un tapis microbien,,. Ces micro-organismes entretiennent une relation de mutualisme avec la crevette. Dans la dernière moitié des années 2010, des chercheurs de l'Ifremer, ont établi que les bactéries hébergées par Rimicaris exoculata sont des symbiotes qui, pratiquant la chimiosynthèse, fabriquent des sucres, de lipides et des protéines, autant de nutriments fournis à leur hôte. En contrepartie, la crevette hôte abrite les micro-organismes de leurs prédateurs,.
Rimicaris exoculata est ordinairement blanche à l'âge adulte — les juvéniles sont de couleur orange —, mais devient noire ou rouge par accumulation de minéraux apportés par l'activité des micro-organismes accrochés à sa carapace. Ce processus de minéralisation déclenche à terme la mue du crustacé.

## Distribution
Rimicaris exoculata est rencontrée seulement au niveau de sites hydrothermaux de l'océan Atlantique. Elle mène une vie coloniale, dans les fonds marins entre 1 700 et 4 000 m.

## Découverte
Rimicaris exoculata a été repérée, en 1986, par une équipe de chercheurs, installée dans le Nautile, un sous-marin de poche habité, appartenant à l'Ifremer. Par 3 600 m de fond, au milieu de l'Atlantique, cette crevette des abysses prospère le long de la dorsale médio-atlantique, entre les Petites Antilles et les îles Canaries,.